# 서울문화예술회관연합회
서울문화예술회관연합회는 서울 시내 각 지역의 문화예술회관을 문화 활동의 거점으로 개발하여 자치구 간 문화예술 활동 편차를 극복하고 서울 시민의 문화향수 기회를 확대하고자 2007년 설립된 사단법인이다.
지역 주민 밀착형 공연 및 예술교육 활동, 지역 공연장 간 네트워크를 통한 정보 교류 및 문예회관 종사자 교육을 강화하는 등 지역 문예회관의 활성화와 전문성 제고를 위한 사업을 하고 있으며, 사회적 공헌의 일환으로 문화복지사업에 주력하고 있다.